# Logo České republiky
Logo České republiky bylo kolem roku 2006 vyhlášené a je od té doby používané Ministerstvem zahraničí ČR k prezentaci země v zahraničí. Nemá žádné zakotvení v zákonech ani jiných právních předpisech. Je tvořeno pěti barevnými komiksovými bublinami různého tvaru a nápisem Czech Republic. Barevnost, tvary i pořadí těchto bublin jsou přesně definovány. Nápis se používá v různých jazykových variantách kromě češtiny a je vysázen písmem John Sans Medium z minusek. 

## Původci a ocenění
Logo vytvořilo grafické studium Side2, které s ním zvítězilo v celostátní soutěži vypsané Ministerstvem zahraničních věcí ČR v roce 2005. Logo vybírala odborná porota složená z předních zástupců designu. 
Logo získalo ocenění v soutěži Czech Grand Design.

## Používání
Logo používá ministerstvo zahraničí při prezentaci aktivit spojovaných s Českou republikou v zahraničí. 
Logo nemá nahrazovat státní symboly, například státní znak a státní vlajku, ale má být marketingovou značkou státu. Používá se v různých jazykových verzích, českou verzi však nemá, jako základní je prezentována verze se jménem státu v angličtině. 
V designu loga byl zhotoven například oficiální portál České republiky provozovaný Ministerstvem zahraničí ČR. Logo lze zhlédnout na domovské stránce vlevo nahoře.
Logo vyvolalo protichůdné reakce.[zdroj?] Zástupci moderního pojetí designu stáli proti zastáncům klasických českých státních symbolů.[zdroj?] Logo je nápadné a snadno zapamatovatelné, ale kritici mu vyčítají,[zdroj?] že nijak neodráží identitu země.

## Popis loga

### Barvy
Barvy jsou jedním ze základních prostředků tvorby vizuálního stylu. Barevná škála loga České republiky má být symbolem rozmanitosti názorů a postojů, vyjadřuje flexibilitu, pestrost a širokou škálu nabídky. Logo České republiky používá šest barev - v pěti bublinách a pak barvu písma:
- Červená bublina Pantone 1797 C (1797 U), CMYK 5/100/90/0, RGB 201/37/38
- Žlutá bublina Pantone 1235 C (1235 U), CMYK 24/100/0, RGB 255/182/18
- Zelená bublina Pantone 360 C (360 U), CMYK 60/0/80/0, RGB 97/194/80
- světlemodrá bublina Pantone 298 C (298 U), CMYK 70/10/0/0, RGB 61/183/228
- Purpurová bublina Pantone 1915 C (1915 U), CMYK 0/80/15/0, RGB 234/80/132
- Barva písma Pantone 2955 C (2955 U), CMYK 100/50/0/60, RGB 0/45/96

Na zmíněných stránkách ministerstva jsou jednotlivým barvám přiřazeny položky v hlavním menu: červené barvě základní představení, žluté barvě ekonomika, podnikání a věda, zelené barvě turistika a sport, modré barvě kulturní dědictví, purpurové barvě práce a studium. Hlouběji na stránkách jsou používány kromě jednobarevných bublin též výřezy fotografií ve tvaru bubliny. 

### Tvary
Všechny bubliny vycházejí z tvarů obvyklých při uvádění přímé řeči v komiksech, zužující se hrot bubliny navazuje na základní tvar bubliny a směřuje vždy dolů a je buď rovný s mírně nakloněnou osou nebo zahnutý. 
- zaoblený obdélník s rovným hrotem nakloněným doprava je použit v základní podobě s červenou barvou
- ovál s menším poměrem rozměrů a rovným hrotem nakloněným doleva je použit se žlutou barvou
- plochý ovál s hrotem ohnutým doprava je použit se zelenou barvou
- kruh s rovným hrotem nakloněným doprava je použit s modrou barvou
- elipsa s hrotem zahnutým doleva je použita s purpurovou barvou